# Liste de réservoirs et de barrages en Inde

Carte des principales rivières, lacs et réservoirs de l'Inde.

Cet article recense les principaux réservoirs et barrages de l'Inde ainsi que des lacs. La liste est divisée en fonction des États et territoires de l'Inde .
En date de 2012, le pays compte près de 3 200 barrages et digues notables.

## Andaman et Nicobar
- barrage Dhanikhari
- Kalpong

## Andhra Pradesh
Liste des barrages et des réservoirs d'Andhra Pradesh (en)
- Barrage Dowleswaram sur le Godavari dans le district du Godavari oriental
- Réservoir de Gandipalem (en)
- Handri-Neeva (en)
- Barrage Kandaleru (en)
- barrage MPR (en)
- Nâgârjuna Sâgar sur le Krishna entre les districts de Nalgonda et Guntur
- barrage PABR (en)
- réservoir de Pennar sur le Pennar dans le district de Nellore
- Polavaram Project (en) sur le Godavari
- Réservoir Pothireddypadu (en) près de Kund
- Barrage Prakasham (en) sur le Krishna dans le Vijayawada
- Pulichintala sur le krishna dans le district de Guntur
- Barrage Siluru
- Somasila (en) dans le district de Nellore
- Barrage de Srisailam entre le district de Mahabubnagar et le district de Kurnool
- réservoir Tatipudi (en)
- Telugu Ganga (en)
- barrage Siluru
- Barrage Donkarayi
- Réservoir Gundlakamma
- Sunkesula (en)
- Srisailam sur la Krishna entre les districts Mahabubnagar et Kurnool
- Barrage Mylavaram (en) sur le Pennar, district de Kadapa

## Bengale de l'Ouest
- Barrage Durgapur (en) sur la Dâmodar
- Barrage de Farakka sur le Gange
- barrage Maithon sur la Dâmodar
- barrage Panchet (en) sur la Dâmodar
- barrage Vakrananga
- barrage Kangsabati sur la Kangsabati et la Kumari

## Chhattisgarh
- barrage Dudhawa (en)
- barrage Gangrel (en)
- réservoir Kherkatta (en)
- Barrage Hasdeo
- barrage Kharkhara
- barrage KhutaGhat
- Barrage Mongra[3]
- barrage Murrum Silli (en)
- barrage Rabo
- barrage Sikasar
- barrage Sondur (en)
- barrage Tandula (en)

## Goa
- barrage Anjuna
- barrage Salaulim (en)

## Gujarat
Gujarat possède plus de 200 barrages avec réservoirs suffisamment importants pour être pris en compte dans les plans d'urgence en cas de catastrophe.
- Ajwa (en) dans le district de Vadodara
- Bhadar II sur la Bandi River (en) dans le district de Rajkot
- Bhadar sur la Bhadar River dans le district de Rajkot
- réservoir Damanganga sur la Dmanganga River dans le district de Valsad
- réservoir Dantiwada sur la Banas dans le district de Banaskantha
- réservoir Dharoi sur le Sabarmati près de Dharoi, district de Mehsana
- réservoir Kadana sur la Mahi dans le district de Panchmahal
- réservoir Kakrapar près de Surat sur le Tapi River
- barrage Mitti (en) sur la Mitti River, Abdasa Taluka (en), district de Kutch
- réservoir Panam sur la Panam River dans le district de Panchmahal
- barrage Ranghola sur la rivière Rangholi dans le Bhavnagar
- Barrage de Sardar Sarovar ou barrage de Narmada sur le Narmada
- Shetrunji
- réservoir Shyama
- barrage Sukhi sur la Sukhi
- barrage d'Ukai près de Surat sur la Tapi River
- Vasana Barrage sur la Sabarmati près de Ahmedabad
- réservoir Wanakbori dans le Balasinor
- bhogawa dans le wadhwan

## Himachal Pradesh
- barrage Arjuna sur la Ravi dans le Chamba district de Himachal Pradesh
- Baira siul sur la Ravi près de Chamba
- Barrage de Bhakra sur la Sutlej près de la frontière entre Punjab et Himachal Pradesh
- Karcham Damdans le district de Kinnaur de Himachal Pradesh
- barrage Kaushalya (en)
- barrage Kishau (en) sur la Tons
- Barrage Kuppa dans le district de Kinnaur de Himachal Pradesh
- Maharana Partap Sagar (en), également connu sous le nom de barrage Pong (en), sur la Beas dans le district de Kangra de Himachal Pradesh
- Barrage de Nathpa Jhakri sur la Sutlej, dans les districts de à Kinnaur et Shimla, Himachal Pradesh
- Barrage de Pandoh sur la Beas dans le district de Mandi de Himachal Pradesh

## Jammu et Kashmir
- barrage Salal (en) sur le Chenab, dans le sud du district de Doda
- barrage Bursar, sur la Marusudar, dans le district de Doda
- barrage hydroélectrique de Chutak (en) sur le Suru dans le district de Kargil
- barrage hydroélectrique de Domkhar, sur la Indus (route Khalsi-Batalik), dans le district de Leh
- barrage hydroélectrique de Dulhasti, sur le Chenab dans le district de Kishtwar
- barrage Kirthai, sur la Chenab
- barrage hydroélectrique de Kishanganga (en), sur la Kishanganga River
- barrage hydroélectrique de Nimoo Bazgo (en) sur la Sindhu River, à la hauteur du village Alchi, district de Leh
- barrage Pakal Dul (en) sur la Chenab
- barrage hydroélectrique de Ratle (en) sur la Chenab, dans le village Drabshala, district de Kishtwar
- barrage hydroélectrique Salal (en) sur le Chenab
- barrage Sawalkot, sur le Chenab
- barrage Uri (en) - I & II sur la Jhelum, près de Uri, district de Baramulla

## Jharkhand
- barrage Canada Dam/Masanjore sur la Mayurakshi (en)
- barrage Chandil sur la Subarnarekha près de Chandil
- barrage Dhurwa sur la Subarnarekha à Ranchi
- barrage Garga sur la Garga (rivière) (hi)
- barrage Getalsud (en) sur la Subarnarekha à Ranchi
- barrage Konar (en) sur la Konar (rivière) (en)
- barrage Maithon sur la Barakar à Dhanbad
- barrage Palna sur la Subarnarekha près de Chandil
- Barrage Panchet (en) sur la Dâmodar
- barrage Patratu Dam/Nalkari sur la Nalkari (rivière)
- barrage Patratu près de Ranchi
- Barrage Siktiya sur la Ajay (rivière)
- barrage Tenughat (en) sur la Dâmodar
- barrage Tilaiya (en) sur la Barakar.

## Karnataka
- Barrage d'Almatti sur Krishna
- Barrage Basava Sagar Lingsugur (en)
- réservoir Bennethora, près de Harsur, Gulbarga
- barrage Bhadra (en) sur la Bhadra
- barrage Chakra sur la Chakra
- barrage Chikahole, Chamarajnagar
- réservoir Daroji, près de Hospet, Bellary
- réservoir Devarabelekere, district de Davanagere
- réservoir Dhup sur Ghataprabha (en), Gokak (en)
- barrage Gajanuru sur la Tunga
- barrage Garura sur la Krishna
- réservoir Gayathri
- réservoir Gayathri, Hiriyur taluk, Chitradurga
- barrage Gersoppa /Sharawathi tailrace
- réservoir Harangi (en) Kushalnagar, Kodagu
- réservoir Hemavathi (barrage Gorur), Hassan
- Hidkal Jalashaya, sur Ghataprabha (en)
- barrage Iglooru sur shimsha river, Mandya
- réservoir Kabini, Beechanahalli, H.D Kote, district de Mysore
- barrage Kadra (en), Uttara Kannada
- réservoir Kanva (en)
- réservoir Karanja, Halikhed, Bidar District
- barrage Kempu Hole

### Barrages de KRS
- barrage Kodasalli (en)
- barrage Krishna Raja Sagara sur la Cauvery
- barrage Lakkavali sur la Bhadra.
- Linganamakki Dam sur la Sharavati
- barrage Manchinabeli
- réservoir Mani, près de Thirthahalli (en), district de Shimoga
- barrage Marconhalli, Kunigal, Tumkur
- réservoir Nagara, près de Nagara, district de Shimoga
- barrage Narayanpur (en) downstream de Barrage d'Almatti
- barrage Naviltheertha sur Malaprabha (en)
- barrage Nugu, Beerwal, H.D.Kote, district de Mysore
- réservoir Renuka Sagara, Saundatti (en), district de Belgaum
- réservoir Savehaklu, près de Thirthahalli (en), district de Shimoga
- Shanti Sagara (en) ou réservoir de Sulekere, Chinnagiri, district de Davanagere
- barrage Shirur, près de Ankalgi, district de Belgaum
- barrage Supa (en) sur Kali River, Ganeshgudi, près de Dandeli (en) et Joida (en)
- barrage Suvarnawathi, Chamarajnagar
- réservoir Talakalale Balancing, près de Sagara, district de Shimoga
- réservoir Taraka, H.D.Kote, district de Mysore
- réservoir Thippagondanahalli (en)
- barrage Thumbe sur Nethravathi
- Barrage de Tungabhadra
- Vani Vilasa Sagara, (Marikanive), Hiriyur, Chitradurga
- barrage Vatehole,Alur taluk, Hassan
- barrage Yagachi sur la Yagachi River (en), Belur Taluka, district de Hassan

## Kerala
- barrage Aanayirangal dans l'Idukki
- barrage Anathodu et réservoir Kakki
- barrage Banasura Sagar (en) sur la Kabini dans le Wayanad
- barrage Cheruthoni (en) sur la Periyar dans l'Idukki
- barrage Chimmony (en) dans le Thrissur
- barrage Chulliyar Palakkad
- barrage Idamalayar (en) sur la Idamalayar River dans le district d'Ernakulam
- Barrage d'Idukki sur le Periyar dans l'Idukki
- barrage Kakkayam dans le Kozhikode
- barrage Kallarkutty sur la Muthirappuzha
- barrage Kanjirapuzha dans le Palakkad
- barrage Karapuzha (en) dans le Wayanad
- barrage Kochu Pamba sur la Pampa dans l'Idukki
- barrage Kulamavu sur le Periyar dans l'Idukki
- barrage Kundala dans le Munnar dans l'Idukki
- barrage Malampuzha (en) dans le district de Palakkad

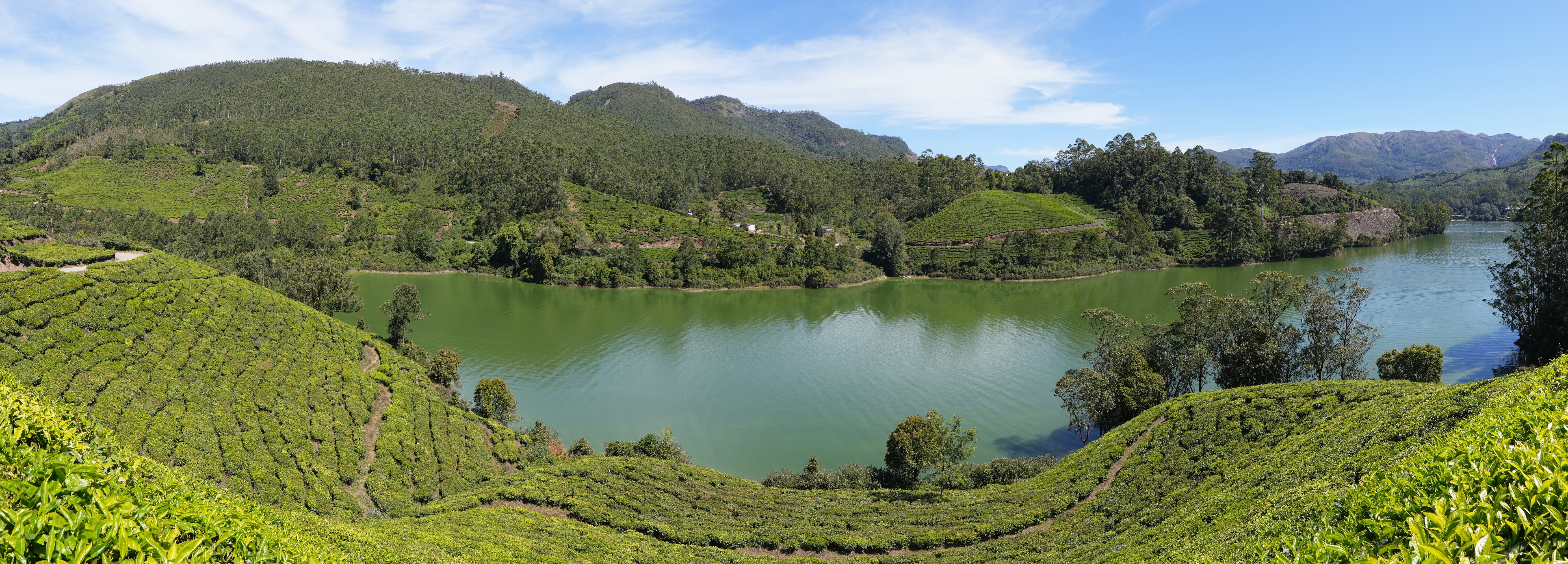
Plantations de thé (voir Production du thé) autour du lac de barrage Mattupetty, dans le Kerala, en Inde. Janvier 2023.

- barrage Malankara
- Mangalam Dam dans le Palakkad
- barrage Mattupetty (en) dans l'Idukki
- barrage Meenkara dans le Palakkad
- barrage de Mullaperiyar sur le Periyar dans le Idukki
- barrage Neyyar (en) sur la Neyyar River (en) dans le district de Thiruvananthapuram
- barrage Parambikulam (en) sur la Parambikulam River (en) dans le Palakkad
- barrage Pazhassi (en) sur la rivière Iritty dans le district de Kannur
- barrage Peechi (en) dans le district de Thrissur
- barrage de Peppara dans le district de Thiruvananthapuram
- barrage Peringalkuthu (en) dans le Thrissur
- barrage de Peruvannamoozhi sur la rivière Kuttiyadi dans le Kozhikode
- barrage Ponmudi (en) sur la rivière Panniar
- Barrage de Pothundi dans le Palakkad
- barrage Sholayar (en) dans le district de Thrissur
- barrage Siruvani (en) dans le district de Palakkad
- barrage Thenmala (en) sur la Kalladayar dans le Kollam
- barrage Thunakkadavu (en) sur le Palakkad
- barrage Vazhani (en) dans le district de Thrissur
- barrage Walayar (en) dans le district de Palakkad

## Madhya Pradesh
- barrage Bansagar sur la Son dans le district de Shahdol
- barrage Bargi sur la Narmada dans le district de Jabalpur
- barrage Barna (en)
- barrage Bhadbhada (en) à Bhopal
- barrage Bheemgarh (en) sur la Wainganga à Seoni
- barrage Gandhi Sagar (en) sur la Chambal dans le district de Mandsaur
- Govindgarh à Rewa
- barrage Halali (en)
- barrage Harshi
- Barrage d'Indirasagar sur la Narmada dans le district de Khandwa
- barrage Kerwa
- barrage Kolar (en)
- barrage Madikheda (en) sur la Sindh dans le district de Shivpuri
- barrage Maheshwar sur la rivière Narmada dans le district de Khargone
- barrage Marwari à Singraulli
- barrage d'Omkareshwar sur la Narmada
- barrage Peshari
- barrage Rajghat (en) sur la Betwâ dans le district d'Ashok Nagar
- réservoir Tawa (en) sur la Tawa River (en) dans le district de Hoshangabad
- barrage Tigra (en) sur la Sank dans le district de Gwalior
- barrage Tippa Jhariya
- barrage Kushalpura sur la Dudhi

## Manipur
- Khuga
- Lac Loktak
- Barrage Tipaimukh sur le Barak (cours d'eau)

## Maharashtra
Article détaillé Barrages du Maharashtra (en)
- barrage Akkalpada - Panjra
- barrage Alwani - Vaitarana, Igatpuri, Nashik
- barrage Andhra - Andhra, Pune
- barrage Arunavati, Yavatmal
- barrage Barvi, Badlapur, district de Thane
- barrage Bembla, Bembla River, Yavatmal
- barrage Bham (en) - Tapti, Dharni
- barrage Bhama Askhed, Pune
- barrage Bhatghar (en) - Nira (rivière) (en), Bhor, Pune
- barrage Bhatsa (en) - Rivière Bhatsa, Shahapur, Thane
- Chaskaman - Bhima (rivière), près de Rajgurunagar (en) Pune
- barrage Dhom (en) - Krishna, Wai, Satara
- barrage Dimbhe (en) - Ghod (rivière) (en), Pune
- barrage Dudhganga- Dudhganga (rivière), Kalammawadi, Kolhapur
- barrage Gangapur (en), Nashik
- Ghod Dan - Ghod (rivière) (en), Pune
- barrage Ghokhi, Yavatmal
- barrage Girna (en) - Girna (rivière) (en)
- barrage Girna (en), Kalamdari, Nandgaon, Nasik
- barrage Gosekhurd,on Wainganga river dans le Bhandara dist
- barrage Hatnur (en) - Tapti, Jalgaon
- barrage Isapur (en) - Painganga (rivière) (en)
- barrage Jamada Earthen - Girana (rivière)
- barrage Jayakwadi (en) - Godavari, Paithan, Aurnagabad
- barrage Kalmodi - Rivière Arala, Khed, Pune
- barrage Kanher (en) - Venna River (en), Satara
- barrage Karanjwan (en)
- barrage Khadakwasla (en) - Rivière Mutha, Pune
- barrage Kolkewadi (en)
- Barrage de Koyna - Rivière Koyna, Satara
- barrage Lower Pus (en) - Pus (rivière), Dongargaon, Yavatmal
- barrage Majalgaon (en) - Sindphana (rivière), Majalgaon
- barrage Manikdoh (en) - Rivière Kukadi, Junnar, Pune
- barrage Manjara (en) - Rivière Manjara, Latur
- barrage Morbe (en), Dhavari River, Khalapur
- barrage Mula (en) - River Mula, Rahuri, Ahmednagar
- barrage Mulshi (en) - River Mula, Pune
- barrage Nandur Madhmeshwar
- barrage Navergaon, Yavatmal
- barrage Ner, Pusegaon, Satara
- barrage Nira Devdhar - Nira (rivière) (en), Bhor, Pune
- barrage NRC - River Ulhas (en), Kalyan
- barrage Ozarkhed (en), Nashik
- barrage Panshet (en) - Rivière Ambi, Velhe, Pune
- barrage Pavana - Rivière Pavana, Pune
- barrage Pravara - Godavari
- barrage Radhanagari (en) - Rivière Bhogavati, Radhanagari, Kolhapur
- barrage Saikheda
- barrage Siddheshwar (en) - Rivière Purna, Parbhani
- barrage Talamba (en) - Rivière Karli, Kudal, Sindhudurga
- barrage Tansa (en)
- barrage Temghar (en) - Rivière Mutha, Pune
- Tillari Dam - Tillari (rivière), Sawantwadi, Sindhudurga
- barrage Totaladoh - Rivière Pench, Nagpur
- barrage Tulashi, Tulashi River, Kolhapur
- barrage Ujani (en) - Bhima (rivière), Tembhurni, Solapur
- Upper Painganga-Isapur, Yavatmal
- Upper Pus, Vasant Sagar, Pus Liver, Yavatmal
- barrage Upper Vaitarna (en) - Vaitarna (rivière), Igatpuri, Nashik
- barrage Upper Wardha (en) - Wardha (rivière), Amravati
- barrage Urmodi - Urmodi (rivière), Satara
- barrage Varana - Varana (rivière), Sangli
- barrage Varasgaon (en) - Rivière Mose, Pune
- barrage Veer - Nira (rivière) (en), Shirval, Satara
- barrage Vishnupuri - Godavari, Nanded
- barrage Waghadi- Waghadi (rivière), Yavatmal
- barrage Waghur (en) - River Waghur (en), Jalgaon
- barrage Wilson/Bhandardara - Rivière Pravara, Bhandardara, Nashik
- barrage Yedgaon (en) - Rivière Kukadi
- barrage Yeldari (en) - Rivière Purna, Parbhani

## Meghalaya
- Umiam Lake (en)

## Mizoram
- barrage Serlui B (en)
- barrage Tuirial (en)

## Odisha
- réservoir Balimela (en)
- barrage Hadgarh
- Barrage d'Hirakud sur la Mahânadi près de Sambalpur
- Barrage Indravati sur l'Indravati dans le district de Kalahandi
- barrage Jalaput (en) sur la Sileru River (en) près de Jaypore, district de Koraput
- barrage Kala district de Mayurbhanj
- barrage Mandira (en)
- barrage Patora (en)
- barrage Rengali sur la Brahmani
- barrage Salia sur la Kharkhari River dans le district de Ganjam
- Satkosia (Angul)
- barrage Sunei district de Mayurbhanj

## Punjab
- barrage Ranjit Sagar (en) sur la Ravi dans le district de Pathankot
- barrage Thein (en) sur la Ravi .

## Rajasthan
- barrage ISARDA[5],[6] sur la Banas.
- barrage Gambhiri sur la Gambhir River (en) au village d'Aranoda, Tehsil-Nimbahera (en), district de Chittorgarh
- barrage Jawahar Sagar (en)
- barrage Jawai (en)
- barrage Kot
- Barrage Kota (en)
- barrage Mahi Bajaj Sagar (en) sur la Mahi
- barrage Meja sur la Rivière Kothari dans le Bhilwara District
- barrage Morel sur la Morel
- projet de barrage Parvati sur la Rivière Parvati au village d'Aangai, Tehsil -Baseri (en), district de Dholpur
- barrage Rana Pratap Sagar (en) sur la Chambal
- barrage Sukali sur la Sukali river (en) à Selvada
- barrages Upper Kodra et Lower Kodra, Mont Abu
- barrage Jakham sur la Rivière Jakham dans le district de Pratapgarh[7].

## Sikkim
- barrage Rangit (en)
- barrage Teesta-V

## Tamil Nadu
- barrage Aathupalayam (en)
- réservoir Aliyar (en), Pollachi taluk (en), district de Coimbatore
- réservoir Amaravathi (en), Udumalaipettai taluk (en) dans le district de Tiruppur
- réservoir Anaikuttam
- réservoir Anainaduvu
- réservoir Bhavanisagar (en) sur la Bhavani dans le district d'Erode
- réservoir Chittar dans le district de Kanyakumari
- réservoir Chittar-1 dans le district de Kanyakumari
- réservoir Golwarpatti
- réservoir Gomukhinadhi (en)
- Kallanai Anaicut
- réservoir Gundar dans le district de Tirunelveli
- réservoir Gunderippalam
- barrage Kadana dans le district de Tirunelveli
- barrage Kallanai (en)
- barrage Karaiyar Upper dans le district de Tirunelveli
- réservoir Kariakoil
- réservoir Karuppanadhi
- réservoir Kelavarapalli
- réservoir Kesarigulihalla
- réservoir Kodaganar
- barrage Kodiveri (en)
- réservoir Kovilar
- réservoir Krishnagiri
- réservoir Kullursandai
- réservoir Kutharaiyar
- réservoir Lower Nirar
- réservoir Manimukthanadhi
- réservoir Manimuthar
- réservoir Manjalar
- réservoir Marudhanadhi
- barrage Mekarai Adaivinainor à Sengotai Thirunelvelli
- Barrage de Mettur sur la Cauvery dans le district de Salem
- réservoir Nagavathi
- barrage Nallathangal (en)
- Noyyal Oarathuppalayam (en), Kangeyam taluk (en) dans le district de Tiruppur
- barrage Orathupalayam (en)
- réservoir Pachchayaru dans le district de Tirunelveli
- réservoir Palar Porandalar
- réservoir Pambar dans le district de Tirunelveli
- barrage Papanasam Lower dans le district de Tirunelveli
- réservoir Parappalar
- réservoir Pechiparai (en) dans le district de Kanyakunari
- réservoir de Periyar (Pilavukkal)
- réservoir Perumpallam
- réservoir Perunchani (en) dans le district de Kanyakumari
- Peruvaripallam
- réservoir Ponnaniar
- réservoir Puzhal à Chennai
- réservoir Ramanadhi dans le district de Tirunelveli
- réservoir Sathanur (en)
- barrage Servalar dans le district de Tirunelveli
- réservoir Sholayar (en) dans le district de Coimbatore
- réservoir Siddhamalli
- réservoir Soolagiri chinnar
- réservoir Thambalahalli
- réservoir Thirumurthi
- réservoir Thoppaiyar
- réservoir Thunakadavu
- réservoir Uppar
- Upper Nirar Wier
- barrage Vaigai (en) dans le district de Theni
- réservoir Vaigai (en) dans le district de Madurai
- réservoir Vaniyar
- réservoir Varadamanadhi
- réservoir Varattupallam
- réservoir Vattamalaikarai Odai
- réservoir Vembakottai
- réservoir Vidur
- réservoir Willingdon
- Noyyal

## Telangana
- Brmham Sagar
- réservoir Dindi (en)
- Dummagudem (en)
- Ellammpalli (en)
- Himayath Sagar (en), réservoir dans le Hyderabad
- Icchampally Project (en) sur le Godavari, projet inter-états entre le Télangana, le Maharastra et le Chattisghad
- barrage Jeri
- Jurala sur le Krishna dans le district de Mahbubnagar[8]
- barrage Lower Manair (en) sur la canal de Sriram sagar (SRSP) dans le district de Karimnagar
- Koil Sagar (en), dans le Mahbubnagar district
- barrage sur la Musi
- Nâgârjuna Sâgar sur le Krishna dans le district de Guntur-Nalgonda
- Nizam Sagar Reservoir sur le Manjra dans le district de Nizamabad
- Osman Sagar Reservoir sur le Musi River à Hyderabad
- Pranahita Chevella (en) sur le Godavari dans le district de Adilabad
- barrage Rajolibanda (en)
- barrage Ramagundam (en) sur le Godavari à district de Karimnagar
- Lac de Singur
- réservoir Sriram Sagar (en) sur le Godavari entre les districts Adilabad et Nizamabad

## Uttar Pradesh
- barrage Adawa
- barrage Chittaurgarh
- barrage Govind Sagar sur la Shahzad (rivière)
- barrage Jamni sur la Jamni
- réservoir Jirgo sur la Jirgo
- Barrage Lav Khush sur la Gange
- barrage Matatila (en) sur la Betwâ
- barrage Meja
- Musa Kahand sur la Karmnasa
- barrage Parichha (en) sur la Betwâ
- barrage Rajghat (en)
- barrage Renu Sagar
- Govind Ballabh Pant Sagar sur la Rihand River (en)
- barrage Rohini sur la Rohini River (en)
- barrage Sajnam sur la Sajnam (rivière)
- barrage Shahzad sur la Shahzad (rivière)
- barrage Sirsi
- barrage Sukma-Dukma sur la Betwâ

## Uttarakhand
- Alaknanda Hydro Power Ltd
- barrage Baigul
- barrage Baur
- Birahi Ganga Hydro Power Ltd
- Barrage Dakpathar (en) sur la Tons dans le Vikasnagar (en)
- barrage Dhauliganga (en)
- barrage Haripura
- Barrage Katapathar
- barrage Kishau (en)
- barrage Lakhwar (en)
- barrage Nanaksager
- barrage Ramganga (en) sur la Ramganga, à Kalagarh
- barrage Srinager
- barrage Tanakpur
- Barrage de Tehri sur la Bhagirathi
- barrage Koteshwar (en) sur la Bhagirathi
- barrage Tumaria
- Vishnuprayag (en)
- barrage Viyasi